# 화살자리 알파
화살자리 알파(Alpha Sagittae) 또는 공식 명칭 샴(Sham)은 북반구 하늘의 화살자리 방향에 있는 단독성이다.

## 상세
이 별의 겉보기등급은 4.39로 맨눈으로 볼 수 있으며 황색 빛을 내는 것처럼 보인다. 이름에도 불구하고 알파는 화살자리에서 제일 밝은 별은 아니다.(가장 밝은 별은 화살자리 감마이다.) 시차 자료에 따르면 화살자리 알파는 태양으로부터 약 382 광년 떨어져 있다. 알파별은 초당 1.7 킬로미터의 태양중심 시선속도로 지구로부터 멀어지고 있다.
화살자리 알파의 분광형은 G1 II로 진화가 진척된 거성이다. 알파의 나이는 1억 5100만 년이고 질량은 태양의 4 배, 반지름은 21 배이다. 알파의 광구는 확장되어 있으며 유효온도는 5333 켈빈이고, 알파는 여기에서 태양의 340 배에 이르는 복사 에너지를 발생시키고 있다. 알파의 좌표에서 12 초각 이내에 엑스선원 하나가 위치해 있다.
화살자리 알파의 진화 단계는 불분명하다. 이 별의 표면온도와 광도로 볼 때 알파는 헤르츠스프룽빈틈(태양보다 질량이 큰 항성들이 주계열에서 이탈하여 적색거성으로 빠르게 진화하는 단계) 내에 위치한다. 그러나 알파 표면의 화학적 조성은 이 별이 첫 번째 끌어올림 단계(어떤 별이 적색거성가지에 다다른 직후 발생함)를 이미 지났음을 알려준다. 알파는 세페이드 불안정띠 내에도 놓이지만 세페이드 변광성은 아니다. 알파는 탄소결핍 적색거성으로 불리는 소규모 그룹에 속하며 쌍성계 질량 교환 과정을 거쳤을 수도 있다.

## 명칭
화살자리 알파 Alpha Sagittae는 바이어 명명법에 따른 명칭으로 Alpha Sge 또는 α Sge 로 표기한다. 이 별의 전통적 이름은 샴 Sham 또는 알삼 Alsahm으로 아랍어 단어 سهم ('삼', 화살)에서 유래한 것이며 이전에는 별자리 전체를 일컫는 명칭이었다. 2016년 9월 12일 국제천문연맹 소속 항성명칭 워킹그룹(WGSN)은 화살자리 알파별에 샴 Sham 을 공식 명칭으로 부여했으며 이 이름은 현재 IAU 공인 항성명칭 목록에 실려 있다.
중화권에서 화살자리 알파는 화살자리 베타, 화살자리 델타, 화살자리 제타, 화살자리 감마, 화살자리 13, 화살자리 11, 화살자리 14, 독수리자리 로와 함께 좌기(左旗)를 구성한다. 이들 중 알파별 하나만을 일컫는 이름은 좌기1(左旗一)이다.